# Colelitiasi
La colelitiasi o litiasi biliar és la presència de càlculs a la vesícula biliar, que poden passar a les vies biliars.
Aquesta és una afecció freqüent que incideix en una proporció superior en el sexe femení -el percentatge de dones afectades duplica i fins i tot triplica el d'homes- i que augmenta progressivament amb l'edat. Al món desenvolupat, el 10-15% dels adults tenen càlculs biliars. Però en moltes parts d'Àfrica, però, les taxes són de només el 3%. Cap a la setena dècada de la vida la taxa es dispara fins a un 35% en les dones i un 20% en els homes. S'ha constatat, però, que els factors geogràfics i socials marquen la seva prevalença. De fet, a Àsia i Àfrica gairebé no s'hi donen casos.
La bilis és una substància que es forma al fetge i se segrega pel conducte hepàtic. Aquest conducte té dues branques, la dreta i l'esquerra, connectades amb la vesícula biliar, que emmagatzema part de la bilis formada, i l'intestí. Quan la secreció biliar s'estanca a la vesícula i es produeix la cristal·lització i precipitació de colesterol, sals biliars, lecitina o pigments, apareixen els càlculs biliars. De vegades només se'n forma un, però amb freqüència el seu nombre és considerable.

## Factors de risc
Poden ser factors de risc: 
- Els antecedents familiars.
- L'obesitat, l'excés de pes.
- La hipercolesterolèmia i la dieta rica en greixos.
- Les operacions gàstriques.
- La diabetis mellitus.
- Els intervinguts d'intestí als quals s'ha practicat resecció ileal.
- La malaltia de Crohn.
- Els tractaments prolongats per a abaixar el colesterol amb clofibrat, resincolestiramina.
- El tractament prolongat amb estrògens.
- En les persones grans, l'alcoholisme crònic, la cirrosi hepàtica i les malalties hemolítiques (que provoquen destrucció d'hematies i anèmia).
- Persones infectades per Clonorchis sinensis.